# Xã Dennison, Quận Luzerne, Pennsylvania
Xã Dennison (tiếng Anh: Dennison Township) là một xã thuộc quận Luzerne, tiểu bang Pennsylvania, Hoa Kỳ. Năm 2010, dân số của xã này là 1.125 người.